# Ziminella japonica
Ziminella japonica (Volodchenko, 1941) è un mollusco nudibranchio della famiglia Paracoryphellidae.